# Johann Nepomuk von Wolf

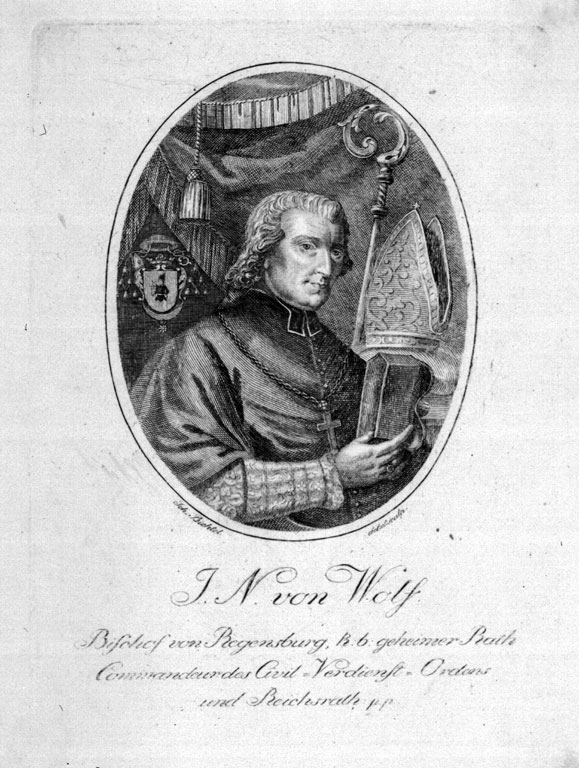
Johann Nepomuk von Wolf

Johann Nepomuk von Wolf (* 29. März 1743 in Oettingen; † 23. August 1829 in Regensburg) war Weihbischof in Freising und Regensburg sowie Bischof von Regensburg.

## Biographie
1766 erhielt er seine Priesterweihe. Am 15. Dezember 1788 wurde er zum Titularbischof von Dorylaëum und zum Weihbischof in Freising ernannt. Der Apostolische Nuntius Giulio Cesare Zoglio spendete ihm am 15. Januar 1789 die Bischofsweihe.
Am 30. Dezember 1802 wurde von Wolf Weihbischof in Regensburg. 1803 kam es zur Sedisvakanz im Bistum Freising infolge der Säkularisation in Bayern. Der Weihbischof Johann Nepomuk von Wolf vollzog die Weihehandlungen im Auftrag des Apostolischen Vikars Joseph Jakob von Heckenstaller. Am 7. Mai 1817 wurde Wolf nach dem Tod Karl Theodor von Dalbergs Apostolischer Administrator in Regensburg. Am 13. September 1821 wurde er zum Bischof von Regensburg berufen. Da Wolf wegen seines fortgeschrittenen Alters sein Amt nur bedingt ausüben konnte, übernahm sein späterer Nachfolger Johann Michael Sailer als Domkapitular, Generalvikar und Koadjutor in Regensburg (Bischofsweihe am 28. Oktober 1822 in Regensburg) schon wichtige Leitungsaufgaben.
Wolf gehörte dem Freimaurerbund an und war ab 1782 Mitglied der Wiener Loge Zur gekrönten Hoffnung sowie ab 1786 der Loge Zur neugekrönten Hoffnung.